# Liste der Monuments historiques in Cardroc
Die Liste der Monuments historiques in Cardroc führt die Monuments historiques in der französischen Gemeinde Cardroc auf.

## Liste der Objekte
| Bezeichnung                            | Beschreibung                                               | Standort                          | Kennzeichnung | Schutzstatus | Datum | Bild           |
| -------------------------------------- | ---------------------------------------------------------- | --------------------------------- | ------------- | ------------ | ----- | -------------- |
| Skulptur des heiligen Dominikus        | Holz, polychrom gefasst, erste Hälfte des 17. Jahrhunderts | in der Kirche Trois-Maries (Lage) | PM35001089    | Inscrit      | 1974  |                |
| Zwei Grabplatten                       | Stein, 15. Jahrhundert                                     | in der Kirche Trois-Maries (Lage) | PM35000079    | Classé       | 1919  |                |
| Ölgemälde Heiliger Julien              | Ende des 17. Jahrhunderts                                  | in der Kirche Trois-Maries (Lage) | PM35000796    | Classé       | 1991  |                |
| Kelch und Patene                       | Silber, vergoldet, drittes Viertel des 17. Jahrhunderts    | in der Kirche Trois-Maries (Lage) | PM35002926    | Inscrit      | 1999  |                |
| Skulptur der heiligen Anna             | 17. Jahrhundert                                            | in der Kirche Trois-Maries (Lage) | PM35001086    | Inscrit      | 1974  |                |
| Skulptur Madonna mit Kind              | 17. Jahrhundert                                            | in der Kirche Trois-Maries (Lage) | PM35001087    | Inscrit      | 1974  |                |
| Ölgemälde Heiliger Georg               | 17. Jahrhundert                                            | in der Kirche Trois-Maries (Lage) | PM35002137    | Inscrit      | 1986  |                |
| Skulptur des heiligen Franz von Assisi | Holz, polychrom gefasst, erste Hälfte des 17. Jahrhunderts | in der Kirche Trois-Maries (Lage) | PM35001088    | Inscrit      | 1974  |                |
| Zwei Bleiglasfenster mit Grisaille     | 1889 und 1892                                              | in der Kirche Trois-Maries (Lage) | PM35002133    | Inscrit      | 1986  |                |
| Glocke                                 | Bronze, 1661 gegossen                                      | in der Kirche Trois-Maries (Lage) | PM35000080    | Classé       | 1919  |                |
| Zentrales Fenster im Chor: Kreuzigung  | Ende des 19. Jahrhunderts                                  | in der Kirche Trois-Maries (Lage) | PM35002132    | Inscrit      | 1986  | weitere Bilder |
| Ziborium Nr. 1                         | Silber, vergoldet, 1803                                    | in der Kirche Trois-Maries (Lage) | PM35002138    | Inscrit      | 1986  |                |
| Ziborium Nr. 2                         | Silber, vergoldet, 1846                                    | in der Kirche Trois-Maries (Lage) | PM35002139    | Inscrit      | 1986  |                |
| Gemälde Der Tod der heiligen Cäcilia   | 1677                                                       | in der Kirche Trois-Maries (Lage) | PM35000081    | Classé       | 1919  |                |
| Vier Altäre mit drei Retabeln          | Holz, polychrom gefasst, 1861                              | in der Kirche Trois-Maries (Lage) | PM35002134    | Inscrit      | 1986  |                |
| Beichtstuhl Nr. 1                      | Holz, um 1800                                              | in der Kirche Trois-Maries (Lage) | PM35002135    | Inscrit      | 1986  |                |
| Beichtstuhl Nr. 2                      | Holz, 1832                                                 | in der Kirche Trois-Maries (Lage) | PM35002136    | Inscrit      | 1986  |                |
| Monstranz                              | Silber, 1798 und 1809                                      | in der Kirche Trois-Maries (Lage) | PM35002140    | Inscrit      | 1986  |                |